# Villa Basilica
Villa Basilica är en ort och kommun i provinsen Lucca i regionen Toscana i Italien. Kommunen hade 1 550 invånare (2018).